# Elizabeth Kolbert
Elizabeth Kolbert (1961) es una periodista estadounidense, autora y profesora visitante del Williams College. Es conocida por su libro La sexta extinción, ganador del premio Pulitzer en 2015 y como observadora y comentarista sobre medioambiente de la revista The New Yorker. Al igual que La sexta extinción, sus artículos y otros libros, como Field Notes from a Catastrophe y Bajo un cielo blanco, exploran a menudo la degradación ambiental y la crisis ecológica a la que se enfrentan los humanos en el Antropoceno.
Kolbert fue miembro del Bulletin of the Atomic Scientists desde 2017 hasta 2020.

## Formación
Kolbert pasó los primeros años de su infancia en el Bronx, Nueva York; Luego, su familia se trasladó a Larchmont, Nueva York, donde residió hasta 1979.
Tras graduarse en Mamaroneck High School, Kolbert estudió literatura durante cuatro años en la Universidad de Yale. En 1983 recibió una Beca Fulbright para estudiar en la Universität Hamburg de Alemania.

## Trayectoria profesional
Elizabeth Kolbert comenzó a trabajar para el New York Times como colaboradora en Alemania en 1983. En 1985 pasó a trabajar en la redacción de Metro. De 1988 a 1991 fue jefa de la oficina del Times en Albany y, de 1997 a 1998, escribió la columna Metro Matters.
En 1999, se incorporó a la redacción del The New Yorker. 
Ha recibió el premio Pulitzer por su libro La sexta extinción en 2015 el premio Sam Rose y Julie Walters al activismo ambiental global del Dickinson College en 2016 y el premio Blake-Dodd de la Academia Estadounidense de Artes y Letras en 2017. Ha sido galardonada en dos ocasiones con el National Magazine Awards, por Interés Público en 2006 y por Reseñas y Crítica en 2010. 

## Vida personal
Kolbert reside en Williamstown, Massachusetts con su marido John Kleiner y sus tres hijos. Fue entrevistada en The Daily Show con Jon Stewart el 11 de febrero de 2014 para hablar sobre su libro La sexta extinción.

## Premios
- 2005: Premio de la Asociación Estadounidense para el Avance del Periodismo Científico.[3]
- 2006: Premio Magazine Award de Interés Público.[4]
- 2006: Beca literaria Lannan.[5]
- 2006: National Academies Communication Award de Comunicación.[6]
- 2010: 16º Anual Heinz Award con especial énfasis en el cambio global.[7]
- 2010: National Magazine Award por Crónicas.[8]
- 2010: Beca Guggenheim de escritura científica.[9]
- 2015: Premio Pulitzer de no ficción general.[10]
- 2016: Premio Sam Rose '58 y Julie Walters del Dickinson College por Environmental Activism.[11]
- 2017: Premio SEAL de Periodismo Ambiental.[12]

### Libros
- Kolbert, Elizabeth (2004). The prophet of love : and other tales of power and deceit. New York: Bloomsbury.
- Kolbert, Elizabeth (2006). Field notes from a catastrophe: man, nature, and climate change. New York: Bloomsbury.
- Kolbert, Elizabeth; Francis Spufford, eds. (2007). The ends of the Earth : an anthology of the finest writing on the Arctic and the Antarctic. New York: Bloomsbury.
- Kolbert, Elizabeth, ed. (2009). The best American science and nature writing 2009. Boston: Houghton Mifflin Harcourt.
- Kolbert, Elizabeth (2014). La sexta extinción.
- Kolbert, Elizabeth (2021). Bajo un cielo blanco. Penguin Random House.

### Ensayos e informes
- Kolbert, Elizabeth (October 14–21, 2002). «The Lost Mariner». The New Yorker 78 (xx): 206-211.
- Kolbert, Elizabeth (29 de marzo de 2010). «Batless». The New Yorker 86 (6): 42-43.[13]
- Kolbert, Elizabeth (11 de marzo de 2013). «Up all night : the science of sleeplessness». The New Yorker 89 (4): 24-27.
- Kolbert, Elizabeth (21 de octubre de 2013). «Head count : fertilizer, fertility, and the clashes over population growth». The New Yorker 89 (33): 96-99.
- Kolbert, Elizabeth (16 de diciembre de 2013). «The lost world : the mastodon's molars». The New Yorker 89 (41): 28-38.
- Kolbert, Elizabeth (December 23–30, 2013). «the lost world: fossils of the future». The New Yorker 89 (42): 48-56.
- Kolbert, Elizabeth (3 de marzo de 2014). «Big score : when Mom takes the SAT's». The New Yorker 90 (2): 38-41.
- Kolbert, Elizabeth (14 de abril de 2014). «Rough forecasts». The New Yorker 90 (8): 21-22.
- Kolbert, Elizabeth (28 de julio de 2014). «Stone soup». The New Yorker 90 (21): 26-29.[14]
- Kolbert, Elizabeth (25 de agosto de 2014). «Bug bed». The New Yorker 90 (24): 20.[15]
- Kolbert, Elizabeth (December 22–29, 2014). «The big kill : New Zealand's crusade to rid itself of mammals». The New Yorker 90 (41): 120-126, 128-129.
- Kolbert, Elizabeth (12 de enero de 2015). «Civic duty». The New Yorker 90 (43): 20, 22.[16]
- Kolbert, Elizabeth (2 de febrero de 2015). «Such a Stoic : how Seneca became Ancient Rome's philosopher-fixer». The New Yorker 90 (46): 66-69.
- Kolbert, Elizabeth (16 de febrero de 2015). «The last trial : a great-grandmother, Auschwitz, and the arc of justice». The New Yorker 91 (1): 24-30.
- Kolbert, Elizabeth (7 de diciembre de 2015). «Unsafe climates». The New Yorker 91 (39): 23-24.[17]
- Kolbert, Elizabeth (August 8–15, 2016). «Swords, sandals». The New Yorker 92 (24): 21-22.[18]
- Kolbert, Elizabeth (24 de octubre de 2016). «Greenland Is Melting». The New Yorker. Consultado el 12 de septiembre de 2019.
- Kolbert, Elizabeth (December 19–26, 2016). «Rage against the machine : will robots take your job?». The New Yorker 92 (42): 114-118.[19]
- Kolbert, Elizabeth (19 de junio de 2017). «Incident». The New Yorker 93 (17): 23.[20]
- Kolbert, Elizabeth (20 de mayo de 2019). «Last chances». The New Yorker 95 (13): 23-24.[21]
- Kolbert, Elizabeth (20 de mayo de 2019). «The ice stupas : artificial glaciers at the edge of the Himalayas». Photographs by Vasantha Yogananthan. The New Yorker 95 (13): 54-67.[22]
- Kolbert, Elizabeth (13 de enero de 2020). «Don't wait». The New Yorker 95 (44): 13-14.[23]

### Introducciones, prólogos y otras contribuciones
- Van Gelder, Gordon, ed. (2011). Welcome to the greenhouse : new science fiction on climate change. Prefacio de Elizabeth Kolbert. New York: OR Books.

### Estudios críticos y revisiones sobre la obra de Kolbert
Notas de campo de una catástrofe
- Gosnell, Mariana (16 de marzo de 2006). «In epoch of man, Earth takes a beating». The New York Times.

La sexta extinción
- Gore, Al (10 de febrero de 2014). «Without a trace». The New York Times.